# Історія Миколаївської області
Історія Миколаївської області бере початок від періоду пізнього енеоліту, про що свідчать залишки Нижньомихайлівської археологічної культури. Входить до історико-географічного району Північне Причорномор'я.

## Доісторичний період
Під час льодовикової ери у Ашельський та Муть'єський періоди Миколаївська область була вільна від льодовикового покриву, проте стоянок первісних людей на її території поки що не знайдено. 

## Перші люди у Миколаївській області
Попри вигідне географічне розташування та порівняно м'який клімат, Миколаївська область протягом довгого часу не заселялася людьми, про що свідчить відсутність залишків поселень первісних людей на території Миколаївщини.
У часи верхнього палеоліту, коли більша частина територій України вже були заселені нечисленними поселеннями первісних людей, Миколаївська область, яка як і більшість територій України у той час була тундростепом одна із небагатьох залишалася незаселеною.
Перші людські поселення на території Миколаївської області з'явилися у добу пізнього енеоліту IV-III тис. до нашої ери. 
Близько 1500 років до н. е. на територію Миколаївської області прийшли кімерійці, на території Миколаївщини був розміщений кімерійський племінний центр (протомісто) та кімерійські кургани 

## Перші державоутворення на території Миколаївщини

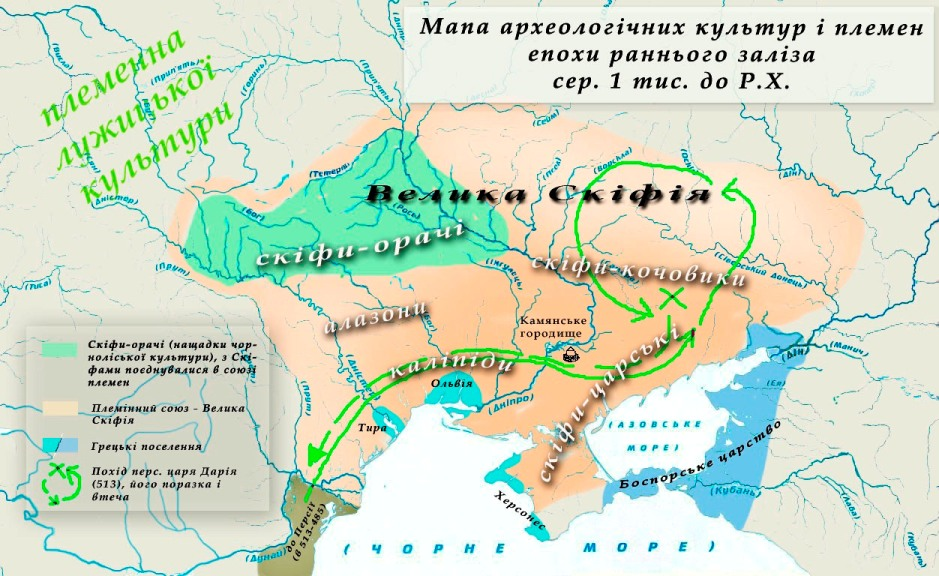
Мапа розселення Скіфських племен та вторгнення армії перського царя Дарія І Гістаспа

### Велика Скіфія
Першим історично достовірним державоутворенням, що існувало на теренах Миколаївської області була Велика Скіфія, що зародилася після приходу на землі Миколаївщини Скіфів у VII-V століттях д нашої ери.

### Ольвія
У 647-54 р. до н.е., вихідці з Мілету заснували на теренах Миколаївської Області колонію Ольвія у дельті річок Дніпро та Буг, її політичним та економічним центром було однойменне місто, залишки якого розташовані на правому березі Бузького лиману біля с. Парутиного Очаківського району Миколаївської області. Хоча за припущеннями, до греків тут існувало невелике скіфське поселення. Про це свідчать археологічні знахідки ліпленого посуду, бронзових дзеркал та прикрас у звіриному стилі, притаманних скіфам.
Ольвія була рабовласницькою республікою. Законодавчі органи (напр. — збори, рада) та виконавча влада (колегії архонтів, стратегів, агораномів та ін.) були в руках рабовласницької частини населення. Значного розвитку набули землеробство, скотарство, рибальство, виноградарство, якими займалися греки та вихідці з місцевих племен, що населяли городище і селища сільськогосподарської округи Ольвії. В самому місті розвивалися ремесла: металообробне, гончарне, деревообробне, каменярське, кісткорізне, прядильно-ткацьке тощо, продукцію яких збували населенню Ольвії, а також скіфам, сарматам та іншим племенам, що населяли тоді значну частину території сучасної України. В обмін на ремісничу продукцію в Ольвію надходили хліб, худоба, вовна, риба, а головне - раби. Чимало з цього ольвійські купці продавали у державах грецької метрополії, звідки вивозили вино, маслинову олію, високоякісний посуд, тканини, прикраси, витвори мистецтва тощо. Для потреб внутрішньої і зовнішньої торгівлі Ольвія випускала свою монету — здебільшого мідну і срібну, рідше золоту. Населення Ольвії підтримувало зв'язки з Афінами, Коринфом, Родосом, Пергамом, Александрією та Малою Азією.

### Під владою Риму
У 2—1 ст. до н. е. Ольвія спіткала глибока економічна і соціальна криза. В той час Ольвія постійно перебувала під загрозою нападів ворожих племен. Деякий час була під зверхністю Скіфської держави, а потім — понтійського царя Мітрідата VI Євпатора. В 48 до н. е. гети на чолі з царем Буребістою захопили і зруйнували місто. В 1 ст. н. е. місто було відбудоване лише на частині його колишньої території. Знову почався розвиток ремесла, торгівлі, сільського господарства, але попереднього розквіту вони не досягли. В І ст. н. е. Ольвія була в залежності від скіфських царів — Фарзоя і Інексімея. У складі населення того періоду значно збільшився скіфський прошарок, заможна частина якого брала участь в управлінні державою. У 2 ст. н. е. була під владою Риму і ще у 251 р. мала римську залогу, розміщену у новозбудованій цитаделі, що знаходилась в гористій частині міста, над балкою Заяча. У 3 ст. її зруйнували готи. На поч. 4 ст. напади гунів привели до остаточного знищення Ольвії. 

### Сармати
Після витіснення скіфів, на теренах Миколаївської області запанували кочові племена сарматів, котрі залишили по собі велику кількість курганів на теренах Миколаївщини. Ведучи кочовий спосіб життя, сармати протягом довгого часу вели війни з Римською імперією, що стало одною із головних причин того, що Римська імперія не змогла глибоко просунутися на терени України.

### Готські часи
Після розколу Римської імперії на Західну та Східну настав візантійський період в історії Північного Причорномор'я та конкретно Миколаївської області. У середині III ст. н. е. на цю територію вдерлися племена готів. Вони витіснили сарматів та підкорили населення Криму. Це призвело до заснування Готського королівства (Гетика) зі столицею «Данпарстад» (городище біля с.Башмачка в нинішній Дніпропетровській області). Деякі вчені вважають, що готи також були причетні до формування черняхівської культури (кінець ІІ — середина V ст. н. е.) — одного з найцікавіших явищ у дописемній історії на землях Миколаївщини. Цю державу знищили у 375 р. н. е. кочове азійське плем'я гунів, що невдовзі створили між Доном і Карпатами могутню державу, на чолі якої став Аттіла (за деякими джерелами - князь Гатило (помер 451). Після кількох поразок від римлян і союзників вона втрачає силу і розпадається.

## Середньовіччя

Велика Булгарія

### Велика Булгарія
У 7 ст. було засновано державу Велика Булгарія на території  від Карпат на заході до Уралу на сході, від Кавказу на півдні до Десни на півночі. При хані Кубраті вона досягає найвищого розквіту. Після його смерті Велика Болгарія була поділена на три частини між його синами. Старший син Кубрата, Батбаян виконав заповіт батька і залишився у Великій Болгарії, на теренах сучасної України, але після відходу своїх братів з окремими племенами не зміг стримати натиск хозарів і був підкорений ними, зобов'язавшись платити їм данину.

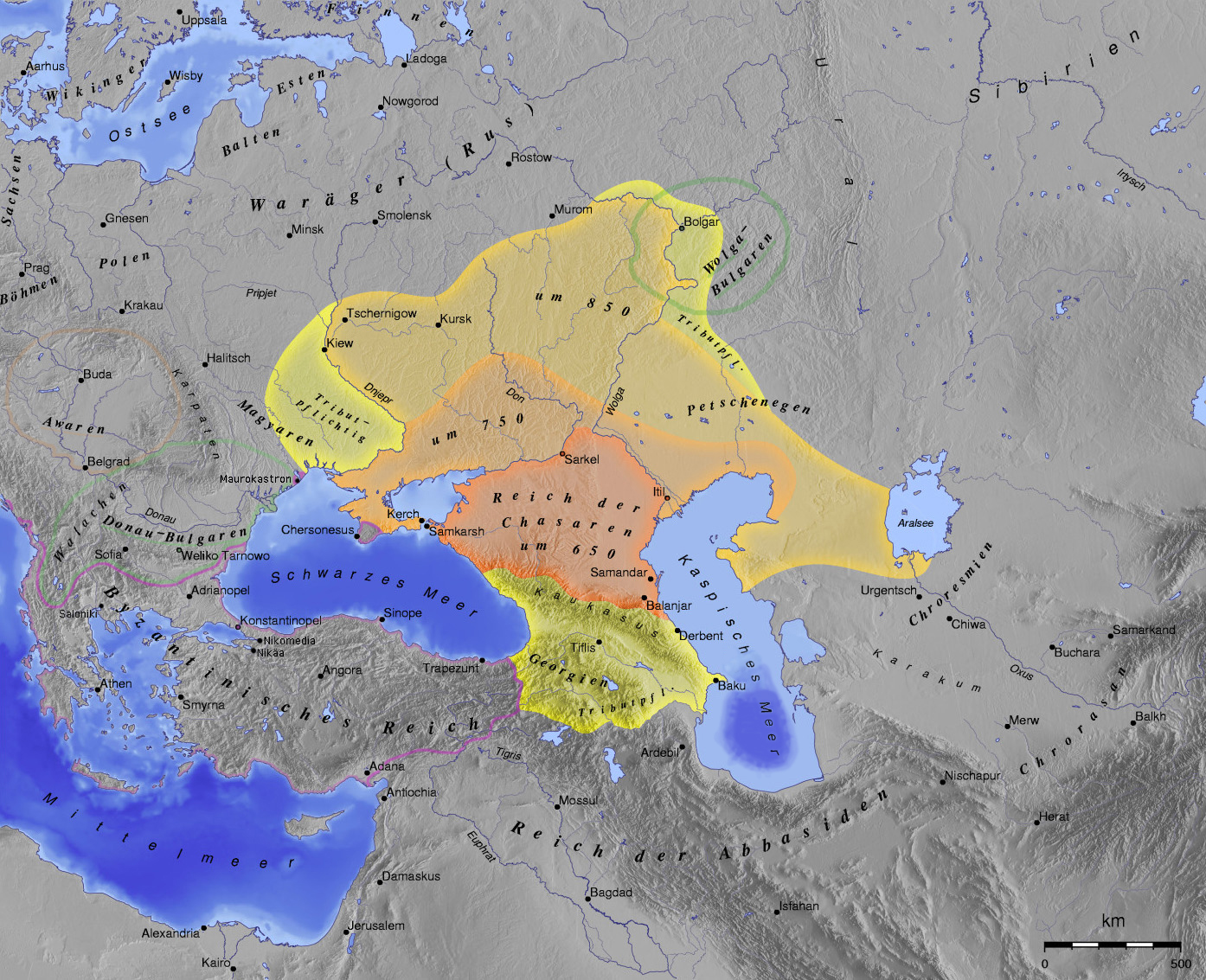
територія Хозарського каганату

### Хозарський каганат
672 року Батбаян зазнав від хозар поразки і визнав залежність від Хозарського каганату. Під залежність від нього підпадають і  слов'янські племена. 
У 9 ст. до Північного Причорномор'я переселились угорці які визнали владу хозар. У 895 році угорці під проводом Алмоша, вступивши в союз з візантійським імператором Левом VI Мудрим, вдерлися до Болгарії, але були розбиті в битві на Південному Бузі болгарським царем Симеоном I і його союзниками печенігами, що змусило їх покинути Північне Причорномор'я і мігрувати в район сучасної Угорщини. Цей похід очолив вже син Алмоша, Арпад, родоначальник династії Арпадів. 
У 890-х роках печеніги зазнали поразки від гузів й хозарів і змушені були тікати, прориваючись через хозарські терени, переселились до північно-причорноморських степів включно до гирла Дунаю, витіснивши звідти інші племена на захід від Дніпра, зокрема напали на численніших угрів (мадяр), котрі кочували між Доном та р. Дніпро у 889 р. У 892 р. печеніги перейшли з Південного Правобережжя України та осіли на нинішніх українських землях між Доном на сході і Дунаєм на заході, і продовжували набіги на хозарські володіння в басейні річки Дон, на річці Кубані та в Криму. 
Варязькі дружини, що проникли до Східної Європи, почали успішно воювати з хозарами за гегемонію над слов'янськими племенами. Від хозар звільнилися поляни (864), сіверяни (884) і радимичі (885).

### Печеніги
Після падіння Хозарського каганату кількість печенігів у Північному Причорномор'ї значно збільшилась.968 року відбувся їх перший напад на Київ. Візантія найняла печенігів проти Русі і у 972 році печеніги у засідці розбили біля дніпрових порогів дружину князя Святослава Ігоровича, який загинув у цьому бою. Печенізький хан Куря зробив чашу з черепа Святослава.
На початку 1040-х років до Північного Причорномор'я під натиском половців вторглися гузи (торки), які відтіснили основну частину печенігів до Нижнього Подунав'я на візантійські землі: печеніги втратили у 1050-х роках все Лівобережжя і Правобережжя.В 1146 році племена торків і печенігів об'єднались в союз військових племен. Після цього їх стали називати на Русі «чорними клобуками» - через високу чорну шерстяну шапку, яка нагадувала руським головний убір православного священика. Чорні клобуки стають прикордонниками раннього руського Середньовіччя, які несли службу за князівську платню. 

### Київська Русь
Для Київської Русі територія Миколаївщини стратегічного значення не мала, хоча здавна київські князі намагалися утримувати контроль над Дніпро-Бузьким лиманом, який грав стратегічну роль у військових походах Русі на Візантію. Контроль над південними теренами Миколаївщини у княжу добу здійснювався із міста Олешшя, більша ж частина територій Миколаївщини поступово заселилася кочовими племенами половців близько 12 століття.

### Половецьке поле
1055 року кипчацька (половецька) орда на чолі з ханом Болушем вперше підійшла до південно-східних кордонів Русі. Територія від західних відрогів Тянь-Шаню до Дунаю, на якій кочували половці, в 11-15 ст. називалась Дешт-і-Кипчак (Половецьке поле).
1223 року половці були розбиті на річці Калка. Після утворення Монгольської імперії частина половців приєдналася до війська монголів. Вихідці з половецьких земель складали значну частину урядовців та військовиків Золотої Орди. 

### У складі монгольської імперії

Володіння Золотої Орди у південній Україні (1360).

Через відсутність осілого населення та великі міста, Миколаївщина майже не відчула на собі монгольського нашестя, на її теренах не відбувалося значних битв, порівняно із руськими землями, половці через схожу з монголами віру доволі безкровно влилися у Монгольську імперію. У 1240 році, улус Джучі стає Золотою Ордою. Золотоординський період майже ніяк не відразився на житті Миколаївщини.
На короткий період контроль над Дніпро-Бузьким лиманом був у руках Великого князівства Литовського, на теренах Миколаївщини литовцями було засновано Очаків. Проте довго утримувати неспокійні степові землі, наповнені кочовиками було складно, що змусило литовців покинути Миколаївщину.

### Кримське ханство
У 1449 році від Золотої орди відокремлюється Кримське ханство, на територіях Миколаївщини утверджується іслам, як державна релігія,проте вже у 1475 році, ханство попадає у васальну залежність від Османської імперії.

## Нова доба

### Під владою Османської імперії (1475-1774)
Період правління Османів, як і попередні періоди не приніс значних змін у життя підконтрольної туркам території Миколаївщини.

### Козацька доба
Тоді як південна частина Миколаївщини була під контролем васала Османської імперії — Кримського Ханства, північна її частина була під контролем Запорізької Січі, саме у цей час, території Дикого Поля почали заселяти руські переселенці, загалом — це були втікачі від утисків з боку Речі Посполитої..

### Перехід Миколаївщини під владу Росії
1769 - створення Бузького козацького війська.
У ході війни з Туреччиною за Кючук-Кайнарджійський мирним договором(1774), Миколаївщина переходить під владу Росії та входить до складу Новоросійської губернії. Після чого на теренах Миколаївщни починається активне зростання населення, в основному - вихідців із Сербії та Гетьманщини, будується місто Миколаїв.

## Від Новоросійської губернії

Територіальні зміни після підписання Кючук-Кайнарджійського мирного договору

Територіальні зміни, закріплені Ясським мирним договором

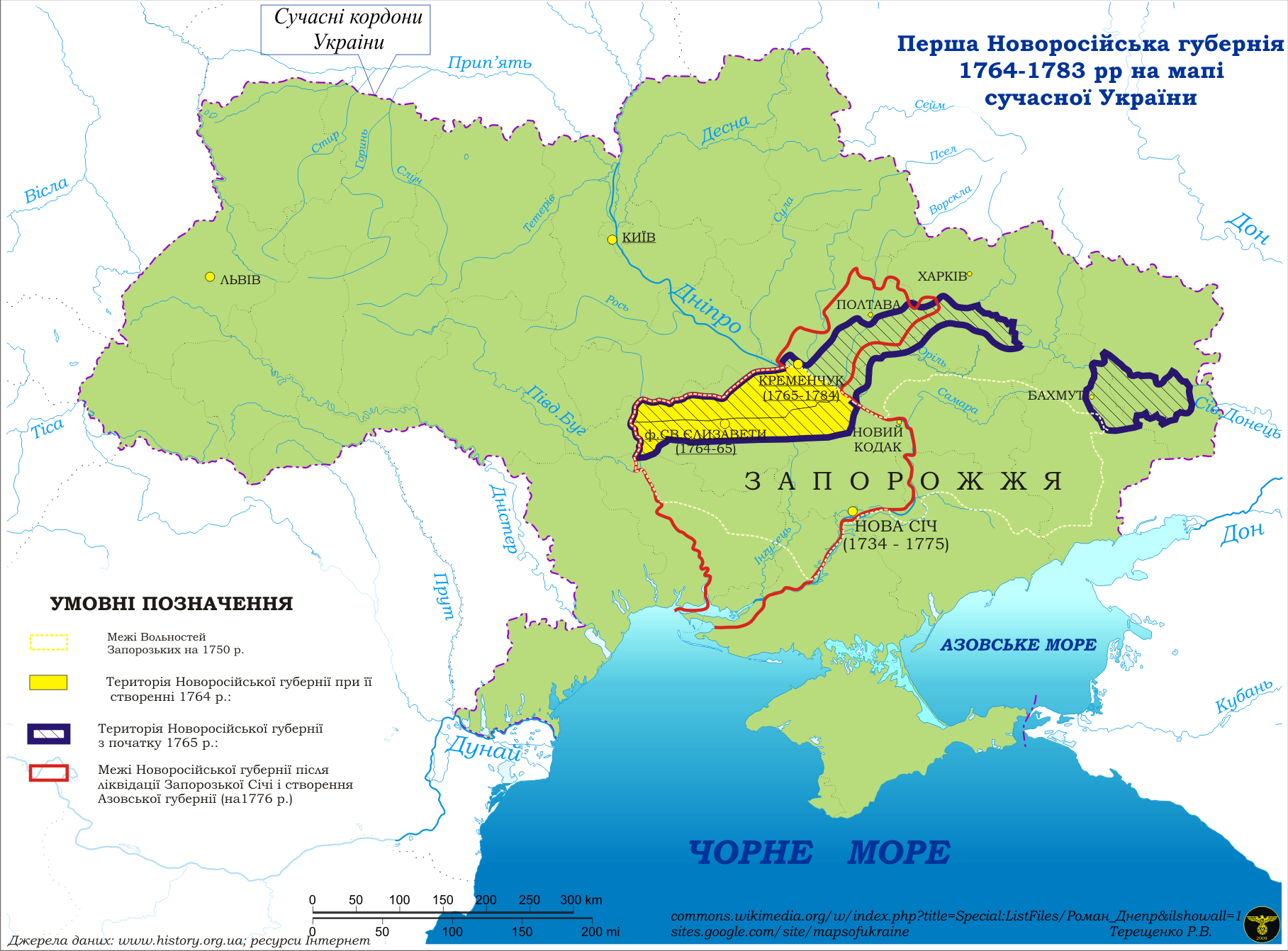
Перша Новоросійська губернія у 1764—1776 рр. на мапі сучасної України

Хронологія подій
| Дата                           | Подія |
| ------------------------------ | --- |
| 1762                           | заснування Кривого озера |
| (1768—1774)                    | Російсько-турецька війна |
| 1774                           | Кючук-Кайнарджійський мирний договір. Землі до Південного Буга |
| 1776                           | заснування Нової Одеси |
| 1787                           | початок будівництва Миколаївського суднобудівного заводу. |
| (1787—1792)                    | Російсько-турецька війна |
| 6 (17) грудня 1788 р.          | Облога Очакова |
| 21 липня 1788                  | Засновано Миколаїв .Потьомкін Григорій Олександрович. Створення Миколаївського адміралтейства.Першим керівником Адміралтейства призначений бригадир та обер-штернкрігс-комісар М. Фалєєв. |
| 21 липня 1788 — 12 грудня 1796 | У складі Катеринославського намісництва |
| 1791                           | Ясський мирний договір. Землі до Дністра |
| 1795                           | заснування Вознесенська |
| 12 грудня 1796                 | У складі Новоросійської губернії |
| 8 жовтня 1802                  | Миколіївська губернія (1 рік) |
| 15 квітня 1803 — 1920          | Переїзд центру до Херсона, перейменування у Херсонську губернію |
| 15 квітня 1803 — 1923          | Центр Миколаївського уїзду |
| 1812                           | заснування Снігурівки |
| 1816-1833                      | військовим губернатором Миколаєва був Олексій Грейг. |
| 1821 році                      | була побудована перша на півдні Миколаївська астрономічна обсерваторія. |
| 1833-1851                      | військовим губернатором Миколаєва був Михайло Лазарєв. |
| 1855                           | Кінбурнська баталія в ході Кримської війни |
| 1860-1871                      | військовим губернатором Миколаєва був Богдан фон Глазенап. |
| У 1865 році                    | почала виходити газета «Миколаївський вісник» |
| 1871-1881                      | військовим губернатором Миколаєва був Микола Аркас. |
| 7 травня 1889 року             | в Миколаєві було відкрито річковий яхт-клуб. |

## XX та XXI століття

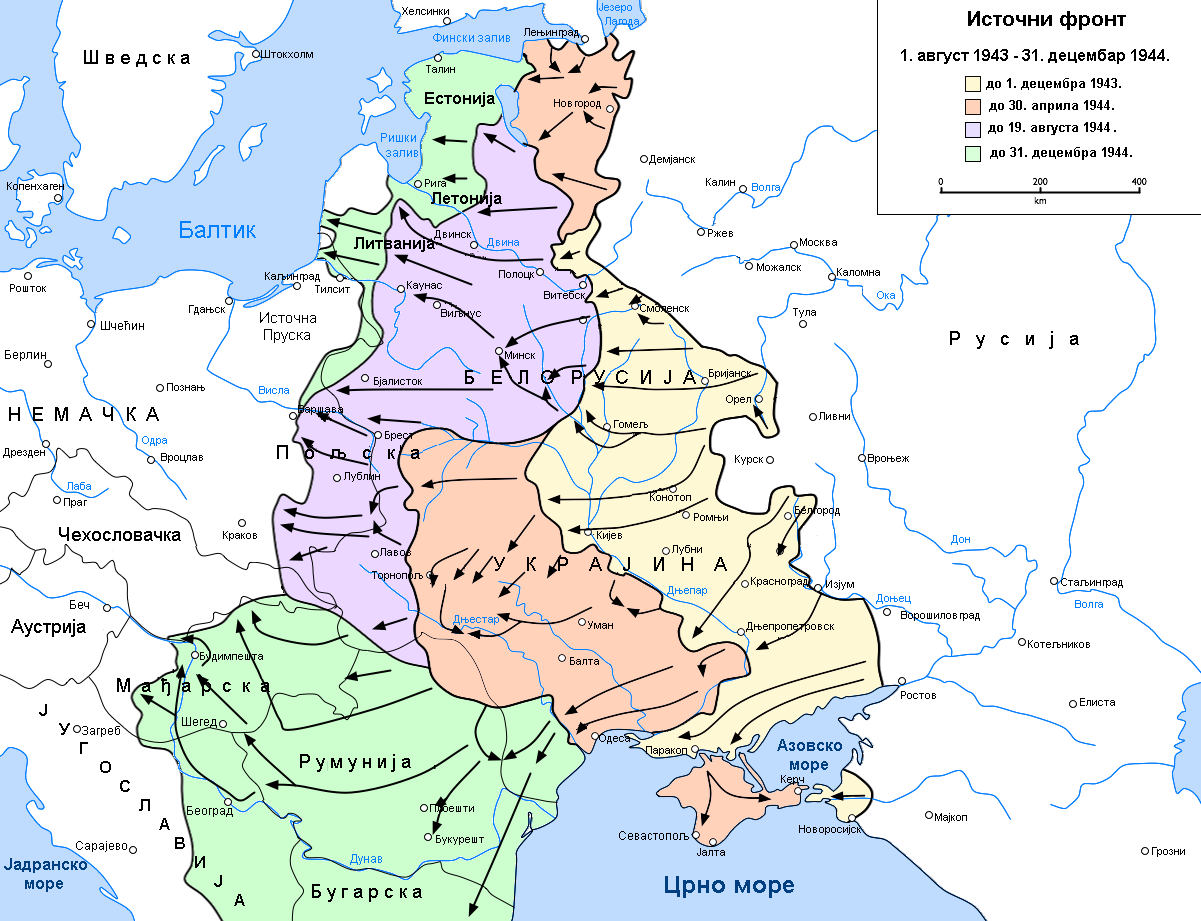
Східний фронт

історія поділу УРСР з 1921 р. як частина історії поділу України

| 6 червня 1914 року              | відбулося відкриття Миколаївського художнього музею імені В. В. Верещагіна. |
|                                 | |
| 17 березня 1918                 | Захват військами Німеччини та Української Держави |
| 9 грудня 1918 — 2 лютого1919    | Повторний захват військами УНР під командуванням отамана Григор'єва |
| 2 лютого 1919 — 12 березня 1919 | Захват військами Антанти |
| 12 березня 1919                 | Захоплення партизанськими військами Григор'єва які потім перейшли на бік радянської влади. |
| 15 березня 1919                 | евакуація німецького гарнізону. |
| 2 квітня 1919 року              | вступ французьких військ і частин добровольчої армії. |
| 24 травня 1919 року             | Захоплення міста частинами Григор'єва, Махно, анархістськими підрозділами матросів і звичайними бандами. В ході Григор'ївського повстання. |
| 18 серпня 1919                  | Захват військами А. і. Денікіна |
| 23 грудня 1919 року             | залишення міста військами Денікіна. |
| 26 грудня 1919 року             | повернення військ Денікіна. |
| У січні 1920 року               | центр Херсонської губернії перенесено до Миколаєва. |
| 16 квітня 1920 — 21 жовтня1922  | Центр новоутвореної Миколаївської губернії (із частини Херсонської) |
| 1 лютого 1920 року              | 4-е остаточне встановлення радянської влади в місті |
| 6 січня 1921 року               | Херсонська губернія перейменована на Миколаївську. |
| 21 жовтня 1922 — 22 вересня1937 | У складі Одеської області |
| 21 жовтня 1922 — 7 березня 1923 | Миколаївський уїзд |
| 7 березня 1923 — 2 вересня 1930 | Миколаївський округ |
| 2 вересня 1930 — 22 вересня1937 | Миколаївський район |
| 22 вересня 1937 — 1941          | Миколаївська область |
| 17 липня 1941                   | Окуповано Третім Рейхом під командуванням фон Кляйста |
| У жовтні 1941 року              | в селі Богданівка румунськими окупантами було створено табір знищення. Кількість жертв, знищених в Доманівському районі, перевищує 115 000 чоловік, з них близько 55 000 — безпосередньо в Богданівці.                                               |
| 1941—1943                       | Комісаріат Миколаїв у складі Рейхскомісаріату Україна |
| 28 березня 1944                 | звільнено від окупації силами 3-ого Українського фронту Малиновського |
| 30 березня 1944 року            | створення Херсонської області з частини Миколаївської |
| З 1944                          | Миколаївська область |
| 1946-1953                       | збудовано підприємство Зоря — Машпроект |
| 15 февраля 1954                 | частина території Одеської області була передана Миколаївській області (Вознесенськ, Первомайськ і т. д.) |
| 18 липня 1964                   | збудовано Варварівський міст |
| 1975–1982                       | збудована Південноукраїнська АЕС |
| 1976                            | заснування Южноукраїнська |
| 1989                            | зпущений на випробовування авіаносець Адмірал Кузнецов на Чорноморському суднобудівному заводі |
| 2013                            | Протести у Врадіївці |
| 22 лютого 2014                  | Знесено памятник Леніну в Миколаєві |
| 24 лютого 2022                  | Напад Російської Федерації на Миколаївську область України внаслідок повномасштабного вторгнення в Україну . |
| 24 березня 2022                 | З метою відзначення подвигу,масового героїзму та стійкості громадян,виявлених у захисті своїх міст під час відсічі збройної агресії Російської Федерації проти України: місту Миколаєву та ще ряду населених пунктів-надали відзнаку місто-герой , . |
| 10 листопада 2022               | Збройні сили України визволили території Миколаївської області України,що були захоплені Російською Федерацією внаслідок повномасштабного вторгнення в Україну.                                                                                      |